# أوليفر ونايت
أوليفر ونايت (بالإنجليزية: Oliver Knight)‏ هو مغن مؤلف بريطاني، ولد في 1969.

## وصلات خارجية
- أوليفر ونايت على موقع ميوزك برينز (الإنجليزية)
- أوليفر ونايت على موقع ديسكوغز (الإنجليزية)